# Скушников, Георгий Арсентьевич
Гео́ргий Арсе́нтьевич Скушников (1903, Иркутск — 19 октября 1943, Мощун) — старший сержант Рабоче-крестьянской Красной армии, участник Великой Отечественной войны, Герой Советского Союза (1943).

## Биография
Георгий Скушников родился в 1903 году в Иркутске. После окончания неполной средней школы работал формовщиком-литейщиком на Иркутском чугунолитейном заводе. В 1925—1930 годах проходил службу в Рабоче-крестьянской Красной армии, участвовал в боях на КВЖД. Демобилизовавшись, находился на хозяйственной и советской работе. В 1942 году Скушников повторно был призван в армию. С лета 1943 года — на фронтах Великой Отечественной войны.
К октябрю 1943 года старший сержант Георгий Скушников был помощником командира взвода 529-го стрелкового полка 163-й стрелковой дивизии 38-й армии Воронежского фронта. Отличился во время битвы за Днепр. 1 октября 1943 года Скушников в составе передового отряда переправился через Днепр в районе Киева и принял активное участие в боях за захват и удержание плацдарма на острове Жуков. В критический момент боя он заменил собой выбывшего из строя командира взвода и организовал отражение контратаки противника. В тех боях Скушников лично уничтожил 18 солдат и офицеров противника. Позднее Скушников вновь переправился через Днепр на Лютежский плацдарм и принял активное участие в боях за его удержание и расширение. 19 октября 1943 года Скушников погиб в бою в районе села Мощун Киево-Святошинского района Киевской области Украинской ССР. Похоронен в братской могиле в Мощуне.
Указом Президиума Верховного Совета СССР от 29 октября 1943 года за «мужество и героизм, проявленные в боях по форсированию Днепра, закреплению и расширению плацдарма» старший сержант Георгий Скушников посмертно был удостоен высокого звания Героя Советского Союза. Также был награждён орденом Ленина и медалью.
В честь Скушникова названа улица в Иркутске.